# Buckton
Buckton är en by i civil parish Bempton, i distriktet East Riding of Yorkshire, i grevskapet East Riding of Yorkshire, i England. Byn är belägen 6 km från Bridlington. Buckton var en civil parish 1866–1935 när blev den en del av Bempton. Civil parish hade 174 invånare år 1931. Byn nämndes i Domedagsboken (Domesday Book) år 1086, och kallades då Bocheton(e).